# Poa wippraensis
Poa wippraensis là một loài thực vật có hoa trong họ Hòa thảo. Loài này được Wein miêu tả khoa học đầu tiên năm 1908.